# Wildomar
Wildomar est une municipalité du comté de Riverside, en Californie.

## Démographie
| 1990   | 2000   | 2010   | - | - | - |
| ------ | ------ | ------ | - | - | - |
| 10 411 | 14 064 | 32 176 | - | - | - |